# Daniel Berlioux
Daniel Berlioux (...) è un attore e regista francese.

## Biografia
Professore di recitazione al conservatorio del 7º arrondissement di Parigi, Berloux ha debuttato nel 1973 con Romain Bouteille al Café de la Gare e con Claude Régy al Théâtre de Chaillot.

## Filmografia parziale

### Cinema
- Mora, regia di Léon Desclozeaux (1982)
- Les Boulugres, regia di Jean Hurtado (1984) - voce
- Novembermond, regia di Alexandra von Grote (1985)
- Jean Galmot, aventurier, regia di Alain Maline (1990)
- Les Clés du paradis, regia di Philippe de Broca (1991)
- Riens du tout, regia di Cédric Klapisch (1992)
- Le Plus Beau Métier du monde, regia di Gérard Lauzier (1996)
- Prison à domicile, regia di Christophe Jacrot (1999)
- La Parenthèse enchantée, regia di Michel Spinosa (2000)
- Origine contrôlée, regia di Ahmed Bouchaala e Zakia Tahri (2001)
- Le Dernier Jour, regia di Rodolphe Marconi (2004)
- Tout le plaisir est pour moi, regia di Isabelle Broué (2004)
- Zim and Co., regia di Pierre Jolivet (2005)
- Demi-sœur, regia di Josiane Balasko (2013)
- Pension complète, regia di Florent Emilio-Siri (2015)
- Le Pantin, regia di Mallory Grolleau (2015)
- Que notre joie demeure, regia di Cheyenne Carron (2024)

### Televisione
- Avocats et Associés - serie TV, episodi 1x1, 13x3, 15x7, 15x10 e 17x1 (1998-2009)
- Julie Lescaut, regia di Élisabeth Rappeneau - serie TV, episodi 4x4 e 19x4 (1995, 2009)
- Bella è la vita (Plus belle la vie) - serie TV (2012)
- Une vie après, regia di Jean-Marc Brondolo - serie TV (2019)